# Nikolai Vatutin
Nikolai Fyodorovich Vatutin (em russo:  Никола́й Фёдорович Вату́тин, transl. Nikoláy Fodorovich Vatútin; Kursk, 16 de dezembro de 1901 – Rivne, 15 de abril de 1944) foi um general soviético do Exército Vermelho na Segunda Guerra Mundial. Ele foi responsável por muitas operações na RSS da Ucrânia como comandante da Frente Sudoeste, assim como da Frente de Voronezh durante a Batalha de Kursk. Durante a ofensiva soviética do Dniepre-Cárpatos, Vatutin liderou a 1ª Frente Ucraniana, responsável pelas ofensivas do Exército Vermelho a oeste e sudoeste de Kiev e pela eventual libertação da cidade.
Ele foi emboscado e mortalmente ferido em fevereiro de 1944 pelo Exército Insurreto Ucraniano.

## Biografia
Nikolai Fyodorovich Vatutin nasceu na aldeia de Chepukhino em Valuysky Uyezd, província de Voronezh (chamada Vatutino, no Oblast de Belgorod em sua homenagem em 1968), em uma família de camponeses de etnia russa, em 16 de dezembro de 1901 (Calendário Juliano: 3 de dezembro). Ele ingressou no Exército Vermelho em 1920 e no PCUS um ano depois, servindo na Guerra Civil Russa. Em 1922, graduou-se na Escola de Infantaria de Poltava, na Escola Militar Superior Unida de Kiev em 1924, na Academia Militar M.V. Frunze em 1929 - e no seu departamento operacional em 1934 - e na Academia Militar do Estado-Maior Geral em 1937.
Nikolai Vatutin ocupara a função de comandante de grupo de combate desde dezembro de 1922, e a partir de agosto de 1923 foi comandante de pelotão. Desde outubro de 1924 fora comandante adjunto e depois comandante de companhia do 67º Regimento de Infantaria. A partir de junho de 1929 foi chefe adjunto da unidade operacional da 7ª Divisão de Infantaria, a partir de maio de 1930 foi chefe adjunto da unidade operacional do quartel-general do Distrito Militar do Norte do Cáucaso. Desde novembro de 1931 serviu como chefe do estado-maior da 28ª Divisão de Fuzileiros de Montanha. Em fevereiro de 1936, Nikolai Vatutin foi nomeado chefe do 1º departamento do quartel-general do Distrito Militar da Sibéria, e em julho de 1937 como chefe do estado-maior do Distrito Militar de Kiev.

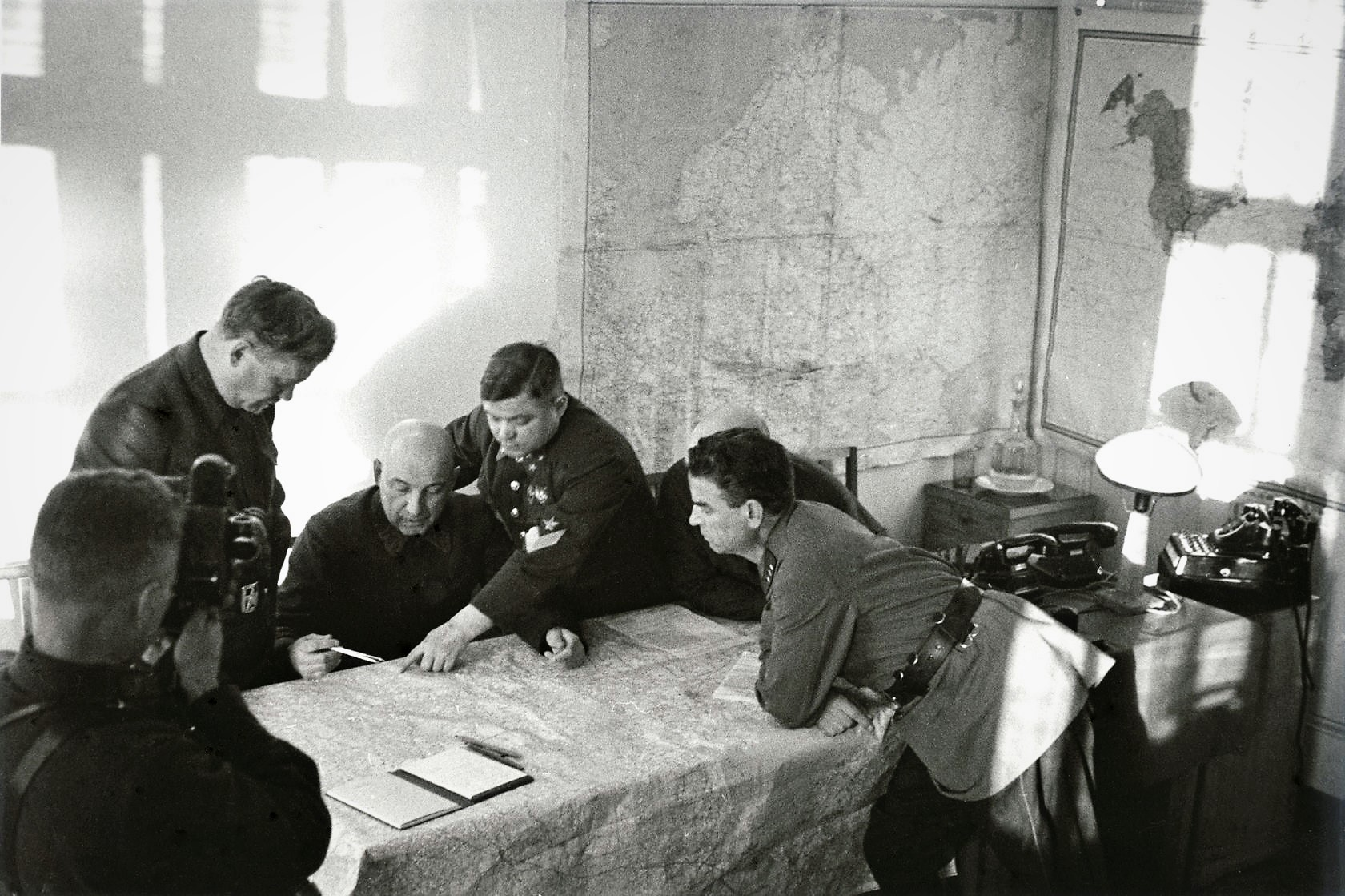
O Tenente-General Vatutin, apontando no mapa para o General Pavel Kurochkin, com outros oficiais da Frente Noroeste, fevereiro de 1942.

Temeroso de um ataque vindo de uma Europa hostil, Josef Stálin estava determinado a anexar seis antigos territórios do Império Russo de modo a criar uma zona tampão o mais longe possível de Moscou, Leningrado e da terra-coração russa: a Finlândia, os três países bálticos, o leste da Polônia (Bielo-Rússia ocidental e Ucrânia) e a Bessarábia romena. Através do Pacto Molotov-Ribbentrop de 23 de agosto de 1939, a União Soviética iniciou a anexação agressiva desses territórios com a concordância da Alemanha Nazista. Conforme as forças alemãs avançaram pelo oeste da Polônia, os soviéticos avançaram com as Frentes Bielorrussas e Ucranianas, contando 450 mil homens, pelo leste de 17 de setembro a 6 de outubro de 1939; ocupando o território polonês até os rios Narev, Vístula e San, perdendo um total de 1.315 homens entre mortos e feridos. Os territórios ocupados foram incorporados às Repúblicas Socialistas Soviéticas da Bielo-Rússia e da Ucrânia. Durante a campanha das tropas soviéticas na Ucrânia Ocidental em setembro de 1939, Vatutin foi chefe do estado-maior da Frente Ucraniana.
Em julho de 1940, Nikolai Vatutin foi nomeado Chefe da Direção de Operações do Estado-Maior Geral e, desde fevereiro de 1941, Primeiro Vice-Chefe do Estado-Maior do Exército Vermelho para questões operacionais e logísticas.

## Missões na Segunda Guerra Mundial
No início da Guerra Germano-Soviética, Watutin tornou-se primeiro Chefe do Estado-Maior da Frente Noroeste. Ele então agiu brevemente de maio a julho de 1942 como Vice-Chefe do Estado-Maior do Exército Vermelho antes de comandar sucessivamente a Frente Voronezh e a Frente Sudoeste. A partir de março de 1943, ele comandou novamente a Frente Voronezh (a partir de 20 de outubro de 1943, a Primeira Frente Ucraniana), que recapturou Kiev em 6 de novembro de 1943 durante a Batalha do Dnieper.

## Morte
Em 28 de fevereiro de 1944, o General Vatutin, reagrupando-se para uma nova operação e rumo a Slavuta (Oblast de Khmelnytskyi), foi emboscado por guerrilheiros do Exército Insurreto Ucraniano (UPA) muito atrás das linhas de frente, perto da vila de Myliatyn em Ostroh Raion (Oblast de Rivne). Ele sucumbiu à perda de sangue, causada pelos ferimentos, em um hospital em Kiev, seis semanas depois. Os irmãos de Vatutin, Afanasy Fyodorovich e Semyon Fyodorovich, foram mortos em combate em fevereiro e março de 1944. A mãe deles, Vera Yefimovna, enterrou seus três filhos em dois meses.
Nikolai Vatutin foi enterrado em Kiev no parque Marinsky com vinte salvas de artilharia. Após a guerra, a recém-criada cidade de Vatutino, no distrito de Valyusky, no Oblast de Belgorod, na RSS da Ucrânia, foi nomeada em sua homenagem em 1965. A cidade também abriu um museu em homenagem ao General Vatutin. Por decreto do Presidium do Soviete Supremo da URSS de 6 de maio de 1965, Vatutin foi postumamente condecorado com o título de Herói da União Soviética.

## Legado
Sua influência no planejamento estratégico, nas técnicas operacionais e táticas do Exército Vermelho continuou mesmo após sua morte. Após a Guerra Fria, um declínio nas análises germanocêntricas da Frente Oriental fez com que Vatutin ganhasse reconhecimento entre os especialistas militares ocidentais como um dos comandantes mais criativos da Segunda Guerra Mundial:

"Em Kursk, Vatutin foi capaz de deter as poderosas pontas de lança blindadas de Manstein bem antes dos seus objectivos e depois lançar uma contra-ofensiva que destruiu a frente alemã. Vatutin surpreendeu Manstein em Belgorod, em agosto, e manobrou-o completamente em Kiev, em dezembro. Vatutin demonstrou grande flexibilidade durante a ofensiva de Korsun, aproveitando oportunidades fugazes em vez de reforçar o fracasso, o que resultou nos seus blindados cercando dois corpos alemães. No entanto, Vatutin não conseguiu impedir que Manstein aliviasse o Bolsão de Korsun, mas este sucesso limitado desperdiçou as últimas reservas operacionais de Manstein. Vatutin teria certamente desempenhado um papel importante na finalização do comando de Manstein na ofensiva Kamenets-Podolsky se os guerrilheiros ucranianos não o tivessem ferido mortalmente depois de Korsun. No entanto, Vatutin demonstrou que o estilo de Bewegungskrieg de Manstein não funcionava contra um adversário firme e que o Exército Vermelho tinha alguns comandantes que podiam virar a mesa e conduzir uma forma de guerra de manobra que surpreendeu até mesmo Manstein."

### Monumentos na Ucrânia
Em novembro de 2014, o Instituto Ucraniano de Memória Nacional incluiu Vatutin na lista de “pessoas envolvidas na luta contra a independência da Ucrânia, na organização da fome e na repressão política”. Em 9 de fevereiro de 2023, um monumento a Vatutin no topo de seu túmulo no Parque Mariinskyi de Kiev foi desmontado e transferido para o Museu da Aviação local. Em abril de 2023, a Câmara Municipal de Poltava votou pelo desmantelamento do monumento a Vatutin nesta cidade.